# Seaside Hotel
Seaside Hotel (Badehotellet) è una serie televisiva danese trasmessa su TV2 a partire dal 30 dicembre 2013. 
La serie è stata rinnovata per una nona stagione che è stata trasmessa nel 2022 ed è ambientata nel 1945.
In Italia, la serie va in onda dall'11 aprile 2021 su TV2000.

## Trama
La serie racconta le vicende del piccolo albergo balneare di Copenaghen del signor Andersen durante le vacanze estive. Inoltre, vengono narrate le vite dei dipendenti e degli ospiti dell'albergo e il loro rapporto.
La prima stagione si svolge nel 1928.
La seconda stagione si svolge nel 1929 prima che Wall Street crollasse (eccetto l'episodio 13).
Le vicende della terza stagione hanno luogo nel 1930.
La quarta stagione si svolge nel 1931.
La quinta stagione è ambientata nel 1932.
La sesta, settima e ottava stagione sono ambientate nelle estati degli anni 1939, 1940 e 1941.
La nona stagione fa riferimento all'estate del 1945, ad eccezione del primo episodio, che si svolge nel maggio 1945, subito dopo la liberazione della Danimarca.

## Episodi

### Prima Stagione
| N° | Titolo                    | Prima TV Danimarca | Prima TV Italia |
| -- | ------------------------- | ------------------ | --------------- |
| 1  | En sommer ved Vesterhavet | 30 dicembre 2013   | 11 aprile 2021  |
| 2  | Herrebeøg                 | 6 gennaio 2014     | 11 aprile 2021  |
| 3  | Fatale følger             | 13 gennaio 2014    | 18 aprile 2021  |
| 4  | Stormer raser             | 27 gennaio 2014    | 18 aprile 2021  |
| 5  | Eventyr i sommernatten    | 3 febbraio 2014    | 25 aprile 2021  |
| 6  | Sæsonafslutning           | 10 febbraio 2014   | 25 aprile 2021  |

### Seconda Stagione
| N° | Titolo             | Prima TV Danimarca | Prima TV Italia |
| -- | ------------------ | ------------------ | --------------- |
| 1  | Amandas valg       | 12 gennaio 2015    | 2 maggio 2021   |
| 2  | Den store fest     | 19 gennaio 2015    | 2 maggio 2021   |
| 3  | Sønnen fra Amerika | 2 febbraio 2015    | 16 maggio 2021  |
| 4  | Kærlighed          | 9 febbraio 2015    | 16 maggio 2021  |
| 5  | Salgsaftalen       | 16 febbraio 2015   | 23 maggio 2021  |
| 6  | Sandhedens time    | 23 febbraio 2015   | 23 maggio 2021  |
| 7  | Stormen            | 2 marzo 2015       | 30 maggio 2021  |

### Terza Stagione
| N° | Titolo              | Prima TV Danimarca | Prima TV Italia |
| -- | ------------------- | ------------------ | --------------- |
| 1  | Amanda gæster       | 28 dicembre 2015   | 30 maggio 2021  |
| 2  | Vagabonden          | 4 gennaio 2016     | 6 giugno 2021   |
| 3  | Fru Madsens smykker | 11 gennaio 2016    | 6 giugno 2021   |
| 4  | Strandvaskeren      | 25 gennaio 2016    | 13 giugno 2021  |
| 5  | Stauning            | 1 febbraio 2016    | 13 giugno 2021  |
| 6  | Kortene på bordet   | 8 febbraio 2016    | 20 giugno 2021  |
| 7  | Fodspor fra havet   | 15 febbraio 2016   | 20 giugno 2021  |

### Quarta Stagione
| N° | Titolo              | Prima TV Danimarca | Prima TV Italia |
| -- | ------------------- | ------------------ | --------------- |
| 1  | Midsommernatten     | 23 gennaio 2017    | 6 maggio 2022   |
| 2  | Weyses forbandelse  | 30 gennaio 2017    | 6 maggio 2022   |
| 3  | Et galehus          | 6 febbraio 2017    | 13 maggio 2022  |
| 4  | Feriebarnet         | 13 febbraio 2017   | 13 maggio 2022  |
| 5  | Ikke lutter lagkage | 20 febbraio 2017   | 20 maggio 2022  |
| 6  | Skybrud             | 27 febbraio 2017   | 20 maggio 2022  |
| 7  | Til Salg            | 6 marzo 2017       | 20 maggio 2022  |

### Quinta Stagione
| N° | Titolo                | Prima TV Danimarca |
| -- | --------------------- | ------------------ |
| 1  | De nye gæster         | 12 febbraio 2018   |
| 2  | Anes hemmelighed      | 19 febbraio 2018   |
| 3  | Alle mine længsler    | 26 febbraio 2018   |
| 4  | Hugormen              | 5 marzo 2018       |
| 5  | Besøg sydfra          | 12 marzo 2018      |
| 6  | En kærlighedshistorie | 19 marzo 2018      |

### Sesta Stagione
| N° | Titolo              | Prima TV Danimarca |
| -- | ------------------- | ------------------ |
| 1  | Velkommen hjem      | 28 gennaio 2019    |
| 2  | En lykkelig barndom | 4 febbraio 2019    |
| 3  | Den fremmede        | 11 febbraio 2019   |
| 4  | Nye planer          | 18 febbraio 2019   |
| 5  | Soldaten            | 25 febbraio 2019   |
| 6  | En ny begyndelse    | 4 marzo 2019       |

### Settima Stagione
| N° | Titolo                       | Prima TV Danimarca |
| -- | ---------------------------- | ------------------ |
| 1  | Ingen tyskere her            | 27 gennaio 2020    |
| 2  | Samarbejde                   | 3 febbraio 2020    |
| 3  | Sommer, See und Sonnenschein | 10 febbraio 2020   |
| 4  | Alsang og hærværk            | 17 febbraio 2020   |
| 5  | En herre fra København       | 24 febbraio 2020   |
| 6  | Besat                        | 2 marzo 2020       |

### Ottava Stagione
| N° | Titolo                 | Prima TV Danimarca |
| -- | ---------------------- | ------------------ |
| 1  | Det taler vi ikke om   | 1 febbraio 2021    |
| 2  | Chokolade og flødeskum | 8 febbraio 2021    |
| 3  | Brevet                 | 15 febbraio 2021   |
| 4  | Noget for noget        | 22 febbraio 2021   |
| 5  | Søminen                | 1 marzo 2021       |

### Nona Stagione
| N° | Titolo                      | Prima TV Danimarca |
| -- | --------------------------- | ------------------ |
| 1  | It's been a long, long time | 7 febbraio 2022    |
| 2  | Frida                       | 14 febbraio 2022   |
| 3  | Dametur                     | 21 febbraio 2022   |
| 4  | Weyse får nok               | 28 febbraio 2022   |
| 5  | Afsked og gensyn            | 7 marzo 2022       |

## Personaggi

### Personaggi fissi
| Attore                                      | Ruolo                              | Stagioni | Stagioni | Stagioni | Stagioni | Stagioni | Stagioni | Stagioni | Stagioni | Stagioni |
| Attore                                      | Ruolo                              | 1        | 2        | 3        | 4        | 5        | 6        | 7        | 8        | 9        |
| ------------------------------------------- | ---------------------------------- | -------- | -------- | -------- | -------- | -------- | -------- | -------- | -------- | -------- |
| Rosalinde Mynster                           | Fie Kjær/Enevoldsen                | Fisso    | Fisso    | Fisso    | Fisso    | Fisso    |          |          |          | TBA      |
| Amalie Dollerup                             | Amanda Madsen/Berggren             | Fisso    | Fisso    | Fisso    | Fisso    | Fisso    | Fisso    | Fisso    | Fisso    | Fisso    |
| Bodil Jørgensen                             | Molly Andersen                     | Fisso    | Fisso    | Fisso    | Fisso    | Fisso    | Fisso    | Fisso    | Fisso    | TBA      |
| Ole Thestrup                                | Julius Andersen                    | Fisso    | Guest    |          |          |          |          |          |          |          |
| Morten Hemmingsen                           | Morten Enevoldsen                  | Fisso    | Fisso    | Fisso    | Fisso    | Fisso    | Guest    | Fisso    | Fisso    | TBA      |
| Ulla Vejby                                  | Stuepige Edith Marie Jensen/Møller | Fisso    | Fisso    | Fisso    | Fisso    | Fisso    | Fisso    | Fisso    | Fisso    | TBA      |
| Merete Mærkedahl                            | Otilia                             | Fisso    | Fisso    | Fisso    | Fisso    | Fisso    | Fisso    | Fisso    | Fisso    | TBA      |
| Ena Spottag                                 | Kokkepige Martha                   | Fisso    | Fisso    | Fisso    | Fisso    | Fisso    | Guest    |          |          | TBA      |
| Lars Ranthe                                 | Grosserer Georg Madsen             | Fisso    | Fisso    | Fisso    | Fisso    | Fisso    | Fisso    | Fisso    | Fisso    | Fisso    |
| Anne Louise Hassing                         | Therese Madsen                     | Fisso    | Fisso    | Fisso    | Fisso    | Fisso    | Fisso    | Fisso    | Fisso    | TBA      |
| Alberte Blichfeldt/Julie Brochorst Andersen | Vera Madsen/Hertz                  | Fisso    | Fisso    |          |          |          | Fisso    |          |          | TBA      |
| Peter Hesse Overgaard                       | Kontorchef Hjalmar Aurland         | Fisso    | Fisso    | Fisso    | Fisso    | Fisso    | Fisso    | Fisso    | Fisso    | Fisso    |
| Cecilie Stenspil                            | Helene Aurland/Weyse               | Fisso    | Fisso    | Fisso    | Fisso    | Fisso    | Fisso    | Fisso    | Fisso    | TBA      |
| Jens Jacob Tychsen                          | Skuespiller Edward Weyse           | Fisso    | Fisso    | Fisso    | Fisso    | Fisso    | Fisso    | Fisso    | Fisso    | Fisso    |
| Bjarne Henriksen                            | Fabrikant Otto Frigh               | Fisso    | Fisso    | Fisso    | Fisso    | Fisso    |          |          |          |          |
| Anette Støvelbæk                            | Alice Frigh                        | Fisso    | Fisso    | Fisso    | Fisso    | Fisso    | Fisso    | Fisso    | Fisso    | TBA      |
| Lukas Helt/Frederik Frimodt/Lue Støvelbæk   | Leslie Frigh                       | Guest    | Guest    | Guest    |          | Guest    | Fisso    | Fisso    |          | TBA      |
| Liva Kristoffersen/Lucia Vinde Dirchsen     | Bertha Frigh                       | Guest    | Guest    | Guest    | Guest    | Guest    |          | Fisso    | Fisso    | TBA      |
| Birthe Neumann                              | Fru Olga Fjeldsø (f. Vetterstrøm)  | Fisso    | Fisso    | Fisso    | Fisso    | Fisso    | Fisso    | Fisso    | Fisso    | TBA      |
| Martin Buch                                 | Adam Fjeldsø                       | Fisso    | Guest    |          |          |          |          |          |          | TBA      |
| Neel Rønholt                                | Sibylle Weyse/Fjeldsø (f. Hertz)   | Fisso    | Guest    |          |          |          |          |          |          | TBA      |
| Mads Wille                                  | Grev Ditmar Friis                  | Fisso    | Fisso    | Fisso    | Fisso    | Fisso    | Fisso    | Fisso    | Fisso    | TBA      |
| Benedikte Hansen                            | Grevinde Anne-Grethe Friis         | Guest    | Guest    | Fisso    | Fisso    | Fisso    | Guest    | Guest    | Guest    | TBA      |
| Kristian Halken                             | Landmand Peter Andreas Kjær        | Guest    |          | Guest    | Fisso    | Fisso    | Fisso    | Fisso    | Fisso    | TBA      |
| Mia Helene Højgaard                         | Ane Kjær                           | Guest    |          |          | Fisso    | Fisso    | Fisso    | Fisso    | Fisso    | TBA      |
| Sonja Oppenhagen                            | Lydia Vetterstrøm/Ploug            |          | Fisso    | Fisso    | Fisso    | Fisso    | Fisso    | Fisso    | Fisso    | TBA      |
| Anders Juul                                 | Arkitekt Max Berggren              |          | Fisso    | Fisso    | Fisso    | Fisso    |          |          |          | TBA      |
| Sigurd Holmen le Dous                       | Philip Dupont                      |          | Fisso    | Fisso    | Fisso    | Fisso    | Fisso    | Fisso    | Fisso    | TBA      |
| Jens Sætter-Lassen                          | Trompetist Jesper Duelund          |          |          | Fisso    | Fisso    | Guest    | Fisso    |          |          | TBA      |
| Anne Bergfeld                               | Grevinde Mitzi Friis               |          |          |          | Fisso    | Fisso    |          |          |          | TBA      |
| Søren Sætter-Lassen                         | Vekselerer August Molin            |          |          |          |          | Fisso    | Fisso    | Fisso    | Fisso    | TBA      |
| Lisa Werlinder                              | Skuespillerinde Alma Molin         |          |          |          |          | Fisso    | Fisso    | Fisso    | Fisso    | TBA      |
| Laura Kjær                                  | Stuepige Nana                      |          |          |          |          |          | Fisso    | Fisso    |          | TBA      |
| Rasmus Botoft                               | Johan Ramsing/Emil Høyer           |          |          |          |          |          |          | Fisso    | Fisso    | TBA      |
| Anton Rubtsov                               | Løjtnant Uwe Kiessling             |          |          |          |          |          |          | Fisso    | Fisso    | TBA      |
| Andreas Jebro                               | Claus Villumsen                    |          |          |          |          |          |          |          | Fisso    | TBA      |

### Camei importanti
| Attore                                                     | Ruolo                                               | Stagione   | Episodi                                                                                  |
| ---------------------------------------------------------- | --------------------------------------------------- | ---------- | ---------------------------------------------------------------------------------------- |
| Lykke Scheuer                                              | Signorina Malling, tata dei Frigh                   | 1-5        | 24 episodi                                                                               |
| Emma Sehested Høeg                                         | Ella, amica di Amanda                               | 1 e 3      | 3 episodi                                                                                |
| Waage Sandø                                                | Conte Valdemar Friis                                | 1-2        | Herrebesøg (stagione 1, episodio 2) Den store fest (stagione 2, episodio 2)              |
| Michael Hasselflug                                         | Torsten Damgaard, commerciante                      | 1-2        | 3 episodi                                                                                |
| Peter Gilsfort                                             | Agente Alfred Jensen                                | 1-2 e 4    | 4 episodi                                                                                |
| Kristian Ibler                                             | Signor Lindberg, estorsore                          | 1          | Eventyr i sommernatten (stagione 1, episodio 5) Sæsonafslutning (stagione 1, episodio 6) |
| vari (stagioni 2-5) Alexander Wewer Schøler (stagioni 7-8) | Severin Aurland/Weyse, figlio della signora Aurland | 2-5 e 7-8  |                                                                                          |
| Henrik Birch                                               | Arne Kokholm, contadino                             | 2, 4 e 7-8 | 10 episodi                                                                               |
| Martin Greis                                               | Poul Andersen, figlio di Julius                     | 2          | 4 episodi                                                                                |
| Sverrir Gudnason                                           | Ernst Bremer, capo contrabbandiere                  | 2          | 3 episodi                                                                                |
| Lise Baastrup Nielsen                                      | Dagny Olsen                                         | 2          | Kærlighed (stagione 2, episodio 4)                                                       |
| Robert Hansen                                              | Verner                                              | 2          | 2 episodio                                                                               |
| Hanne Windfeld                                             | Regine Damgaard                                     | 2          | Kærlighed (stagione 2, episodio 4) Salgsaftalen (stagione 2, episodio 5)                 |
| Simon Krogh Stenspil                                       | Valter Møller                                       | 3 e 5      | 5 episodi                                                                                |
| Andrea Alma Øst Birkkjær                                   | Kitty Hansen, studentessa di recitazione            | 3-4        | 9 episodi                                                                                |
| Jesper Asholt                                              | Avvocato Kvist                                      | 3-4        | 4 episodi                                                                                |
| Søren Pilmark                                              | Primo ministro Thorvald Stauning                    | 3          | Stauning (stagione 3, episodio 5)                                                        |
| Anders Heinrichsen                                         | Dottor Frederik Hoffmann                            | 3          | Amandas gæster (stagione 3, episodio 1)                                                  |
| Lars Knutzon                                               | Ciambellano Hjørting                                | 3          | Vagabonden (stagione 3, episodio 2) Fodspor fra havet (stagione 3, episodio 7)           |
| Ole Lemmeke                                                | Preben Bruun, editore                               | 3 e 6-8    | 7 episodi                                                                                |
| Thure Lindhardt                                            | Gerhardt Flügelhorn, regista                        | 3 e 7      | 5 episodi                                                                                |
| Cyron Melville                                             | Robert Fischer, attore                              | 3          | Fodspor fra havet (stagione 3, episodio 7)                                               |
| Peter Gantzler                                             | Holger Scharff, direttore d'agenzia pubblicitaria   | 4          | 3 episodi                                                                                |
| Preben Kristensen                                          | Sophus Poulsen, attore                              | 4          | Midsommernatten (stagione 4, episodio 1) Weyses forbandelse (stagione 4, episodio 2)     |
| Louise Fribo                                               | Bette Poulsen                                       | 4          | Midsommernatten (stagione 4, episodio 1) Weyses forbandelse (stagione 4, episodio 2)     |
| Paul Hüttel                                                | Dottor Hans Henrik Ploug                            | 4-5        | 6 episodi                                                                                |
| Kristian Holm Joensen                                      | Custode                                             | 4          | 4 episodi                                                                                |
| Andrea Vagn Jensen                                         | Frøken Duelund, negoziante di cappelli              | 5          | 4 episodi                                                                                |
| Henrik Kofoed                                              | Uffe Emil Vammig                                    | 5          | 1 episodio, "Hugormen"                                                                   |
| Saxo Skovgaard Almlund/Max Kaysen Høyrup                   | Leander Aurland/Weyse, figlio della signora Aurland | 7-9        | 13 episodi                                                                               |
| Lisa Vermehren/Anna Sophia Dalsgaard                       | Emma Kjær, figlia di Ane                            | 5-8        | 12 episodi                                                                               |
| Thomas Levin                                               | Robert Hertz, giornalista                           | 6          | 4 episodi                                                                                |
| Peter Mygind                                               | Bach-Olsen, psicologo                               | 6          | 3 episodi                                                                                |
| Lars Bom                                                   | Tage Skovgaard, guida turistica/malato di mente     | 6          | 2 episodi                                                                                |
| David Owe                                                  | Detective Hansen                                    | 6          | 3 episodi                                                                                |
| Troels Malling Thaarup                                     | Agente Folmer Gregersen                             | 7 e 8      | 6 episodi                                                                                |
| Aske Bang                                                  | Jan Larsen, ragazzo di Bertha                       | 7          | 3 episodi                                                                                |
| August Lau Lind Andreasen                                  | Wilhelm Friis, figlio di Ditmar                     | 7          | 3 episodi                                                                                |
| Lars Mikkelsen                                             | Svend Damm, scenografo teatrale                     | 8          | 5 episodi                                                                                |
| Mille Hoffmeyer Lehfeldt                                   | Fanny Fjord, ex moglie di Weise                     | 8          | Brevet (stagione 8, episodio 3)                                                          |
| Juls Serger                                                | Stefan Berger, soldato tedesco                      | 8          | 5 episodi                                                                                |

## Luoghi delle riprese
La serie è registrata principalmente negli studi di Albertslund a Storkøbenhavn, in Selandia. Tuttavia, alcune scene sono state girate nel Mare del Nord a Svinkløv, Slettestrand e Grønnestrand nello Jutland settentrionale.

## Ascolti
Il primo episodio della seconda stagione di Seaside Hotel è stato trasmesso il 12 gennaio 2015. Molti hanno scritto recensioni negative, ma oltre 1,3 milioni di spettatori hanno visto quest'episodio. Il secondo episodio della terza stagione ha avuto un tasso di visualizzazioni di 1.621.000, divenendo la più seguita per una serie televisiva di TV 2 dopo la serie drammatica Strisser på Samsø del 1997.